# روس فريمان (مخترع)
روس فريمان (بالإنجليزية: Ross Freeman)‏ هو فيزيائي ومخترِع أمريكي، ولد في 26 يوليو 1948 في ميشيغان في الولايات المتحدة، وتوفي في 22 أكتوبر 1989.